# Heinrich Modersohn (Maler, 1948)
Heinrich Modersohn (* 1948 in Hindelang) ist ein deutscher Holzschneider und Maler.
Heinrich Modersohn wurde als ältester Sohn des Malers Christian Modersohn und Anna Lipp (1921–1997) im Allgäu geboren. 1957 siedelte die Familie mit den Kindern nach Fischerhude in Norddeutschland um. Von 1970 bis 1976 studierte Heinrich Modersohn an der Hochschule für bildende Künste Hamburg bei Kai Sudeck und Gotthard Graubner. Er wird durch die Produzentengalerie Hamburg vertreten und ist mit der Schriftstellerin Marina Bohlmann-Modersohn verheiratet.
Heinrich Modersohn steht in der vierten Generation der Malerfamilie Modersohn. Otto Modersohn war sein Großvater, Johannes Modersohn ist sein Bruder, Philipp Modersohn sein Sohn.
Er lebt und arbeitet in Hellwege und Berlin.

## Einzelausstellungen
- 1979 Produzentengalerie Hamburg
- 1982 Wandbild Buch Handlung “Welt”
- 1985 Galerie Kammer
- 1988 Galerie Kammer
- 1990 Produzentengalerie Hamburg
- 1991 Kunstverein Gifhorn
- 1993 Graphisches Kabinett Dr. Rothe, Frankfurt; Galerie Bismarck, Bremen
- 1996 „Holzschnitte“, Kunstverein Bremerhaven; „Wasserfarben“, Oldenburger Kunstverein; Produzentengalerie Hamburg; Galerie Bismarck, Bremen
- 1998 Galerie Ackermann, Bergisch Gladbach
- 1999 Galerie Fahnemann, Berlin
- 2000 Galerie Bismarck, Bremen
- 2002 Galerie Fahnemann, Berlin
- 2003 „Stromboli“, Galerie Bismarck, Bremen; Künstlerhaus Hamburg
- 2004 „Holzschnitte“, Galerie Nagel, Neustadt (Weinstraße); Grafschaftsmuseum und Otto-Modersohn-Kabinett, Wertheim
- 2005 Produzentengalerie Hamburg (mit Thomas Lehner)
- 2006 Luftraum, Berlin
- 2007 Galerie LesArt, Seeshaupt
- 2008 Produzentengalerie, Hamburg
- 2009 „Malerei“, Kunstraum Heiddorf; „Holzdrucke und Wasserfarben“, Griffelkunstgalerie Otterndorf
- 2017 „Malerei“, Galerie Born, Berlin[4]